# Casilda Fernández de Henestrosa y Salabert
Casilda María de los Dolores Fernández de Henestrosa y Salabert (Madrid, 18 de septiembre de 1888-Madrid, 5 de agosto de 1987) se hizo con la jefatura de la Casa de Henestrosa y con sus títulos nobiliarios, ostentándolos como III duquesa de Santo Mauro y VI condesa de Estradas desde 1936 hasta 1987.

## Biografía
Nació en Madrid el 18 de septiembre de 1888. Era hija de Mariano Fernández de Henestrosa y Ortiz de Mioño, I duque de Santo Mauro y IV conde de Estradas e hija de Casilda de Salabert y Arteaga, condesa de Ofalia.
A pesar de haber sido la primera en nacer de entre sus hermanos, Casilda perdió sus derechos sucesorios con el nacimiento de su hermano Rafael por ser el único varón.
Casilda se desposó con Mariano de Silva-Bazán y Carvajal-Vargas, celebrándose los esponsales en Madrid el 27 de noviembre de 1912. Mariano era el XIV marqués del Viso, XIV marqués de Santa Cruz, X marqués de Villasor y portador de dos grandezas de España. El matrimonio tuvo tres hijos.
Casilda perteneció a la Real Maestranza de Caballería de Valencia y fue Dama de la Reina Victoria Eugenia de Battenberg y dama de la Orden de las Damas Nobles de la Reina María Luisa. Su esposo fue senador, vicepresidente del Senado, subsecretario de la Presidencia, Gran Cruz de la Orden de Carlos III y caballero de la Orden de Santiago, de la Real Maestranza de Caballería de Valencia y de la Orden del Toisón de Oro.
Su hermano Rafael, que había sucedido a su padre en el patrimonio familiar, murió en 1936 sin descendencia y sin haberse desposado, pasando sus títulos a Casilda.
Desde entonces, Casilda se tituló III duquesa de Santo Mauro y VI condesa de Estrada.
En 1944, su esposo cedió a Álvaro de Silva y Fernández de Henestrosa, hijo y heredero de ambos, el marquesado de Villasor con su grandeza de España y el marquesado del Viso, pero Álvaro falleció meses después y los títulos pasaron a la mayor de las hijas el matrimonio, también llamada Casilda, sucesora por no quedar descendencia masculina y por ser la hermana mayor del último titular.
En 1945 falleció su esposo y sus títulos pasaron a su hija Casilda de Silva, marquesa de Villasor desde 1944.
Su hija Casilda de Silva, además de haber obtenido los marquesados del Viso, de Santa Cruz y de Villasor, también heredó de su abuela María Luisa de Carvajal-Vargas y Dávalos el ducado de San Carlos. De su tía-abuela Isabel de Carvajal y Queralt heredó el condado de Carvajal, tras su rehabilitación en 1965.
Casilda Fernández de Henestrosa falleció en Madrid el 5 de agosto de 1987 a la edad de 98 años, y sus títulos pasaron a su hija Casilda de Silva.

## Matrimonio y descendencia
De su matrimonio con Mariano de Silva y Carvajal nacieron:
- Casilda de Silva y Fernández de Henestrosa IV duquesa de Santo Mauro, V duquesa de San Carlos, XV marquesa del Viso, XV marquesa de Santa Cruz, XII marquesa de Villasor, VII condesa de Estradas y II condesa de Carvajal
- Álvaro de Silva y Fernández de Henestrosa XVI marqués del Viso y XI marqués de Villasor
- María Luisa de Silva y Fernández de Henestrosa